# اوکان کورت
اوکان کورت (انگلیسی: Okan Kurt؛ زادهٔ ۱۱ ژانویهٔ ۱۹۹۵) بازیکن فوتبال اهل ترکیه است.
از باشگاه‌هایی که در آن بازی کرده‌است می‌توان به باشگاه فوتبال فورتونا سیتارد، باشگاه فوتبال آدانااسپور، باشگاه فوتبال اس‌سی فورتونا کلن، باشگاه فوتبال سن پائولی، و باشگاه فوتبال کمنیتس اشاره کرد.
وی همچنین در تیم ملی فوتبال جوانان ترکیه بازی کرده‌است.